# Asunción Fashion Week
El Asunción Fashion Week  o AFW es la semana de la moda de la capital de Paraguay, que es organizada todos los años por la empresa Entertainment Media Group (EMG*).
Asunción Fashion Week comenzó con desfiles en el segundo piso del centro de compras asunceno de Villa Morra en el año 2003, para las ediciones siguientes se utilizaron diversos locales como el centro de eventos de Textilia, el gran salón del hotel Sheraton Asunción y para la más reciente edición las pasarelas se instalaron en el centro de convenciones de la Confederación Sudamericana de Fútbol.
El AFW reúne anualmente a decenas de modelos de Paraguay y países vecinos, quienes llevan a cabo los desfiles para exponer las nuevas tendencias de la temporada «Otoño-Invierno» y «Primavera-Verano» en la región. Diseñadores nacionales y extranjeros se dan cita en la capital paraguaya para este importante evento de modas.
Durante la muestra, cada diseñador realiza una exposición de sus creaciones en pabellones asignados exclusivamente. También se definen áreas de negocios y muestras de las diferentes marcas participantes. Paralelamente a los desfiles, la AFW incluye charlas, reuniones y lanzamientos de productos vinculados al sector.
El AFW también se ha replicado en el Ciudad del Este Fashion Week.
Evolución del Asunción Fashion Week
A partir de 2014, cada edición del Asunción Fashion Week (AFW) adoptó una temática específica:
           •           2014 (Verano): The Backstage
           •           2015 (Invierno): Fashion For Export
           •           2015 (Verano): Fashion in the City
           •           2016 (Invierno): Fashion Under Construction
           •           2016 (Verano): Global Fashion
           •           2017 (Invierno): The Future of Fashion
           •           2017 (Verano): Fashion 4 All
           •           2018 (Invierno): Style is Always in Fashion
           •           2018 (Verano): Celebrate Fashion (15° aniversario)
           •           2019 (Invierno): Create Fashion
           •           2019 (Verano): Golden Summer
En 2014, se incorporó al evento el Fashion Talks, un espacio dedicado a charlas y conferencias dentro del marco del AFW.
En 2015, el evento adoptó un nuevo formato, abandonando la estructura tradicional de realizar todas las actividades en un solo recinto y expandiéndose a múltiples locaciones. Además, se implementaron días segmentados según el estilo de los diseñadores y marcas participantes, destacándose el Designer Showcase y la Haute Couture Night. Ese mismo año, por primera vez, la Haute Couture Night fue transmitida en vivo a nivel nacional por televisión.
En 2020, debido a la pandemia de COVID-19, el evento fue suspendido. AFW se retomó en 2022, cuando EMG cedió los derechos a una nueva organización, encargada de continuar con la realización del evento.
Equipo de trabajo (2003-2019)
El Asunción Fashion Week contó con un equipo de profesionales responsables de su organización y desarrollo:
           •           Dirección General: Pablo Tomé (2003-2019)
           •           Dirección Comercial y Operativa: Gabriela Tomé (2015-2019)
           •           Dirección Creativa y Producción: Paolo Defelippe (2003-2005 / 2014-2019)